# 杰米·安德森
杰米·路易丝·安德森（英語：Jamie Louise Anderson，1990年9月13日—）生于加利福尼亚州南太浩湖，是一名美国女子单板滑雪运动员，主攻障碍技巧和大跳台项目。她在家中八个孩子当中排行老五，她的其中一个姐姐Joanie同样也是单板滑雪选手。她也正是受其两个姐姐的影响在九岁时开始练习单板滑雪。由于她和其他几个兄弟姐妹都在家中接受教育，她每天都有机会前往家附近的山去练习单板滑雪。